# 東海旅客鐵道

東海旅客鐵道的營運範圍，以橘色表示，主要為中部地方及周邊地域

東海旅客鐵道（日语：／ Tōkai Ryokaku Tetsudō */?），簡稱JR東海（JR-Central、JR-C），是日本7家JR鐵路公司之一，繼承了昔日日本國鐵新幹線總局、靜岡局和名古屋局的鐵路業務。企業代表色為橘色。車票上印有「海」字，為「JR東海」的縮寫。總部同時設在愛知縣名古屋市與東京都港區。其負責經營東海道新幹線這條日本東西運輸的大動脈，以及以東海道新幹線為中軸的東海、甲信、近畿地方和神奈川縣一部分區域的普通鐵路路線。其亦擁有興建中的中央新幹線，該線將成為日本第一條城際磁浮鐵路。

## 簡介

### 營業簡介
JR東海負責營運東海道新幹線及東海地方的12條在來線路線，路線總里程數為JR各公司中第二短，僅高於四國旅客鐵道（JR四國）。鐵路部門的總收益90%以上來自東海道新幹線，而在來線的收入只有東海道新幹線收入的一成以下（2018-19年度旅客運輸收入，東海道新幹線為12,918億日圓，在來線為1,048億日圓 ）。雖然JR東海總公司所在地名古屋的鄰近地區（愛知縣、岐阜縣、三重縣）是人口密集區，但因該地私人擁有汽車的比例居日本全國前幾名，再加上同地區存在包括名鐵與近鐵在內、多家規模龐大的民營鐵路業者帶來激烈的競爭，以及行駛速度更快更舒適的特快列車多要通過其他JR公司的營運範圍，導致JR東海所屬的在來線路線在收支上情況嚴峻。和在來線的情況相若，東海道新幹線也因為要通過首都圈和京阪神圈等其他JR公司的經營範圍，因此在興建品川等新站時都要和其他JR公司相配合，沒有自主權。
2005年7月29日，鐵道建設運輸施設整備支援機構將所持有的JR東海224萬股股票裏的約195萬股在一般市場中沽出，然後在2006年4月5日再將剩下的JR東海股票以1股115萬日圓全部沽出（合共28萬6,071股，總額約3,289億日圓）。從此JR東海達成完全民營化，再加上已上市的東日本旅客鐵道（JR東日本）和西日本旅客鐵道（JR西日本），本州島上的三間JR公司都成為民營化企業。
在1987年分割民營化初期時日本國鐵所留下的3,191億日圓長期債務，以及在1991年所承擔的新幹線鐵道保有機構5兆900億日圓的債務償還，是JR東海在營運上需要解決的重要課題。 再者，東海道新幹線作為JR東海經營上的中心，至開始運行已經有40年以上，需要進行大規模的維護工程去進行保養和維修。另一方面為了應付將來的最大風險──東海地震，JR東海需要進行耐震性鞏固工程。這些工程為JR東海正面對的第二個營運上的重要課題。
JR東海經營的東海道新幹線，連接東京、名古屋和大阪三個城市，帶動日本經濟，吸引各有志從事鐵路業務的畢業生。JR東海不論在文科和理科的畢業生心目中都十分受歡迎。根據2011年RECRUIT求職雜誌對新畢業的大學生進行的「最想就職企業」問卷調查，在眾多企業當中JR東海奪冠成為大學生最想就職企業。
2006年度的旅客運輸收入為1兆1,470億日圓，當中32.5%來自JR東日本，22.3%來自JR西日本櫃台（包括旅行代理店）發售所得的收入。根據JR各公司之間所訂立的協定，凡一間JR公司的車票在其他JR公司售出，需繳付相當於售價5%的手續費予代售的JR公司。如是者，JR東海一年向其他JR公司所繳付的手續費約300億日圓。由於連接首都圈和京阪神圈（分別集中了JR東日本和西日本的大多數車站）的東海道新幹線有會員制（需繳付年費）的新幹線預約服務系統「EXPRESS預約」和「PLUS EX」，變相提高了JR東海需向其他JR公司繳付的手續費。
另一方面，JR東海推出了一連串新措施，有望改善一直以來和JR東日本和西日本之間的不和關係。首先從2005年12月起把「EXPRESS預約」系統暫定擴展至山陽新幹線區間的新神戶，並從2006年7月22日起擴展到東海道和山陽新幹線的全區間。另外，雖然一直以來JR東日本和JR東海在首都圈至北陸地方的旅客運輸業務上存在著競爭關係，至今在北陸旅遊的宣傳上都未曾合作過，可是從2006年3月，3間本州的JR公司聯合推出了聯合推廣活動「日本之美北陸」（Japanese Beauty Hokuriku），隨著JR西日本發售「金澤及加賀環遊車票」，JR東海亦相繼發售由名古屋或米原至金澤及加賀的車票。這些合作是以往從來未有過的。
在2006年11月於名古屋圈引入的IC乘車卡「TOICA」，於2008年3月29日起能夠和JR東日本的「Suica」及JR西日本的「ICOCA」相互使用。特別是憑JR東日本的「Mobile Suica」便能夠利用「EXPRESS預約」系統來預約東海道新幹線（須登記成為JR東海EXPRESS CARD或EXPRESS預約特約會員），JR東海正加強與JR東日本之間的合作，推行更多新方案來滿足乘客需求。
JR東海和JR西日本緊密合作，首先東海道新幹線和山陽新幹線從開始運行時起便採取了一體化運作，再加上前述的擴展「EXPRESS預約」系統範圍、共同開發700系以後的新幹線列車、以及發售東海至中國地方或九州地方的新幹線優惠車票（NOZOMI早特來回車票）等。現在JR東海和JR西日本正共同開發卧鋪列車（285系）。

### 中央新幹線（磁浮列車）
JR東海在2007年12月25日向外界宣佈將會自資興建行駛首都圈至中京圈之間的磁浮式中央新幹線。路線距離約290公里。總成本約5.1兆日圓。儘管未有具體的集資方案，JR東海估計中央新幹線開始運行後第8年便可以回復到2007年的長期負債水準，認為目前的財政狀況能夠充分承擔這次興建計劃。不過，對於加建中途站，JR東海認為當地地方政府需自行負擔其興建成本。若然這次全額的自資興建計劃成功，將會是首條民營化企業獨力興建的新幹線鐵路。JR東海表示，今後會按照全國新幹線鐵道整備法來興建中央新幹線。
JR東海成立之後，一直和鐵道綜合技術研究所合作進行磁浮列車的實驗。在2005年3月25日至9月25日舉行的2005年世界博覽會中，JR東海在「JR東海 磁浮LINEAR館」展出了相關技術。
在2008年，JR東海收購了日本車輛製造成為其母公司，加強磁浮列車的開發。
2011年5月20日，國土交通省正式確立JR東海為中央新幹線的建設和營運公司。

### 國際開拓
台灣高速鐵路700T型電聯車是日本新幹線技術首次輸出國外，此型車衍生自JR東海與JR西日本聯合開發的700型電聯車。在台灣高速鐵路開始商業營運前，JR東海與JR西日本亦派員到台灣協助各項事宜，包括700T試車期間的駕駛及相關人員的訓練等。此外，JR東海旗下的日本車輛製造亦入股投資前身為唐榮鐵工廠鐵路車輛部門的台灣車輛。
2009年11月16日，JR東海在名古屋市內的酒店舉行的「高速鐵道座談會」上，除了向出席的各國駐日大使館代表介紹東海道新幹線和磁浮列車技術的特點，還讓各代表嘗試乘坐最高時速330公里來往米原和京都之間的N700系列車（Z0編成）。JR東海正好向計劃興建高速鐵路的世界各國宣傳自己的優越鐵路技術。
2010年1月25日，JR東海表示，將參與美國和其他國家的高速鐵路建設計劃，以推廣最新型高速鐵路系統「N700-I Bullet」和磁浮列車「SCMAGLEV」。

### 其他業務
JR東海最具代表性的建築物是在1999年落成的名古屋站上蓋的JR中央大廈，是健力士世界紀錄認證的世界最高車站上蓋大廈。JR中央大廈裏有萬豪酒店、JR東海高島屋和其他企業的辦公室，是名古屋的地標。近年JR東海發表了由須田寬（前JR東海總經理，現JR東海顧問）提出的鐵路博物館興建計劃。2008年4月15日，JR東海總經理松本正之在記者招待會表示，JR東海會在金城埠頭車站興建「磁浮與鐵道館～夢想和回憶的博物館～」；這個鐵路博物館最終在2011年3月14日落成。

## 經營理念
1. 保持良好的經營並向世界做出貢獻
2. 提供現代化和藹可親並值得信賴的服務
3. 樹立明快爽朗有活力的公司形象

## 歷史
- 1987年（昭和62年）4月，國鐵分割民營化，東海旅客鐵道成立。
- 1988年（昭和63年）1月，岡多線廢止（移轉給愛知環狀鐵道）；4月，客運事業分離，JR東海巴士成立。
- 1989年（平成元年）2月，特急列車飛驒號開始營運。
- 1991年（平成3年）3月，與小田急鐵道共同運轉特急列車朝霧號。
- 1992年（平成4年）3月，東海道新幹線希望號開始營運。
- 1995年（平成7年）4月，特急列車信濃號開始營運。
- 1996年（平成8年）3月，特急列車月光長良號開始營運。
- 1997年（平成9年）10月，東京證券交易所、大阪證券交易所股票公開上市。
- 1999年（平成11年）12月，JR中央塔大樓落成啟用。
- 2003年（平成15年）9月，東海道新幹線100系列車引退；10月，東海道新幹線品川站開業。東海道新幹線運轉速度提昇為270km/h。
- 2006年（平成18年）11月，電子票證TOICA啟用。
- 2007年（平成19年）3月，特急列車東海號停駛；7月，東海道新幹線N700系列車投入運轉。
- 2008年（平成20年）3月，TOICA、Suica、ICOCA電子票證相互通用開始；10月，併購日本車輛製造。
- 2009年（平成21年）3月，實施車站全面禁煙，同時東海道新幹線希望號開始實施一小時內最大發班量。
- 2014年（平成26年）10月，日本政府交通省週五(17日)批准了東京至名古屋工業中心的磁浮列車建設計劃。這列磁浮列車的行駛速度將超過每小時300英里，成為世界上最快的火車。

## 路線

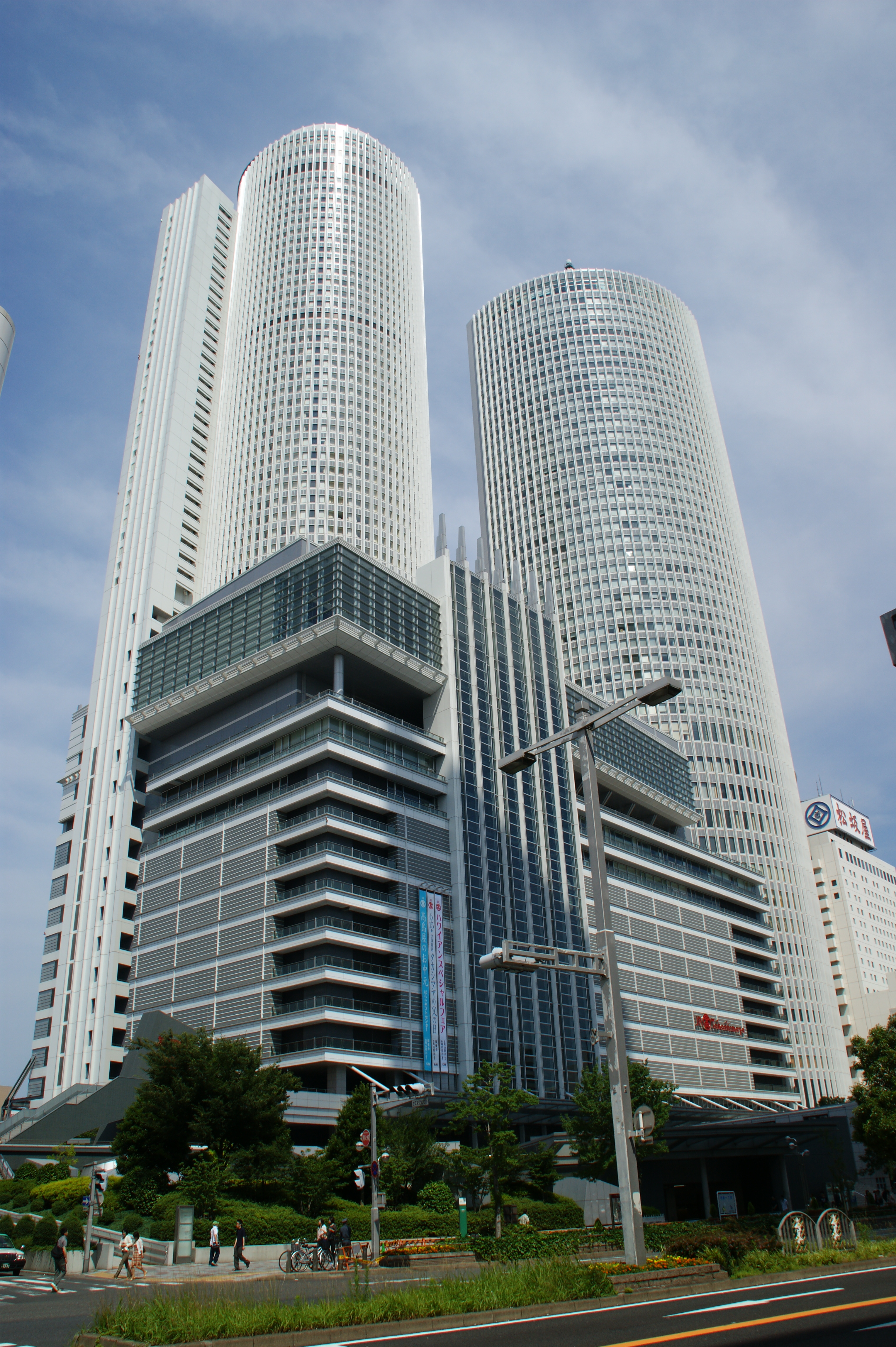
與名古屋站共構的JR中央大廈（JRセントラルタワーズ）除了是JR東海經營範圍內最重要的交通樞紐之外，也是JR東海的總公司所在地。

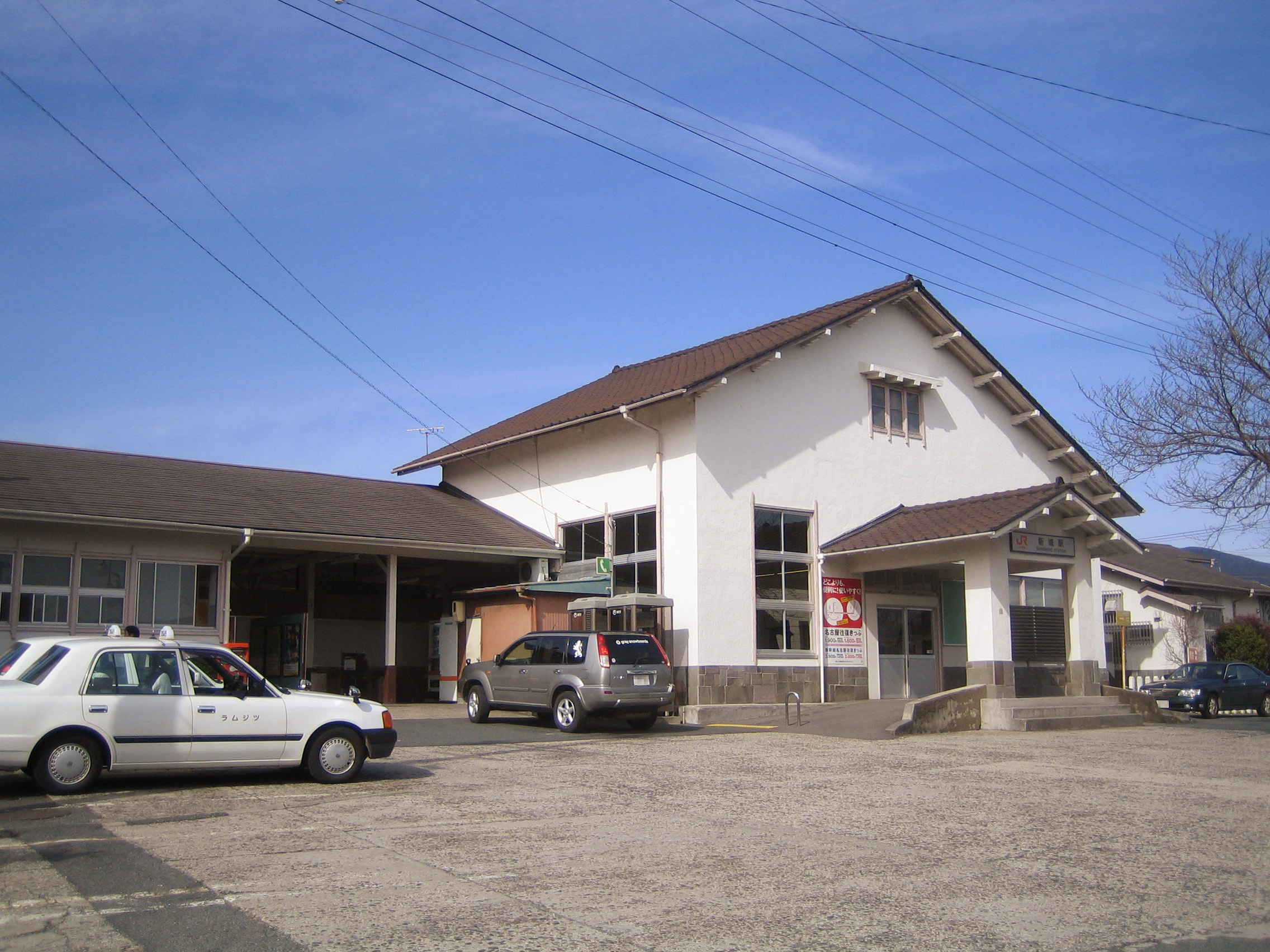
飯田線新城站

至2006年止，JR東海所經營的鐵路路線長度共有1,982.0公里（第一種鐵道事業）。

### 現有路線
| 分類       | 中文線名     | 日文線名       | 路段             | 營業距離（公里）     | 路線編號、通稱                                         | 備註 |
| ---------- | ------------ | -------------- | ---------------- | -------------------- | ------------------------------------------------------ | --- |
| 新幹線     | 東海道新幹線 |                | 東京－新大阪     | 552.6                | 有些班次行駛東海道·山陽新幹線（東京 － 博多）          | 實際距離為515.4公里                                                                                       |
| 幹線       | 東海道本線   |                | 熱海－米原       | 341.3                |                                                        | 金山－名古屋段3.3公里與中央本線重複（線路別複複線） 東京－熱海段由JR東日本管轄 米原－神戶段由JR西日本管轄 |
| 幹線       | 東海道本線   | 大垣－關原     | 13.8             | 新垂井線（下行本線） | 只限下行列車運行 大垣－南荒尾信號場段3.1公里與本線重複 | |
| 幹線       | 東海道本線   | 大垣－美濃赤坂 | 5.0              | 美濃赤坂線           | 大垣－南荒尾信號場段3.1公里與本線重複                  | |
| 幹線       | 御殿場線     |                | 國府津－沼津     | 60.2                 |                                                        | |
| 幹線       | 中央本線     |                | 鹽尻－名古屋     | 174.8                | 中央西線                                               | 列車運行上為上下逆轉 金山－名古屋段3.3公里與東海道本線重複 東京－鹽尻段由JR東日本管轄                     |
| 幹線       | 關西本線     |                | 名古屋－龜山     | 59.9                 | 關西線                                                 | 龜山－JR難波段由JR西日本管轄                                                                              |
| 幹線       | 紀勢本線     |                | 龜山－新宮       | 180.2                |                                                        | 新宮－和歌山市段由JR西日本管轄                                                                            |
| 地方交通線 | 身延線       |                | 富士－甲府       | 88.4                 |                                                        | |
| 地方交通線 | 飯田線       |                | 豐橋－辰野       | 195.7                |                                                        | 豐橋－平井信號場段3.9公里與 名古屋鐵道 名古屋本線重複                                                     |
| 地方交通線 | 武豐線       |                | 大府－武豐       | 19.3                 |                                                        | 列車運行上為上下逆轉 （理由參見該路線條目）                                                               |
| 地方交通線 | 高山本線     |                | 岐阜－豬谷       | 189.2                |                                                        | 豬谷－富山段由JR西日本管轄                                                                                |
| 地方交通線 | 太多線       |                | 多治見－美濃太田 | 17.8                 |                                                        | |
| 地方交通線 | 名松線       |                | 松阪－伊勢奧津   | 43.5                 |                                                        | |
| 地方交通線 | 參宮線       |                | 多氣－鳥羽       | 29.1                 |                                                        | |
| 其他       | 城北線       |                | 勝川－枇杷島     | 11.2                 |                                                        | 子公司東海交通事業為第二種鐵道事業者 JR東海沒有列車運行                                                   |

- 東海道·山陽新幹線為與山陽新幹線（JR西日本）的合稱。

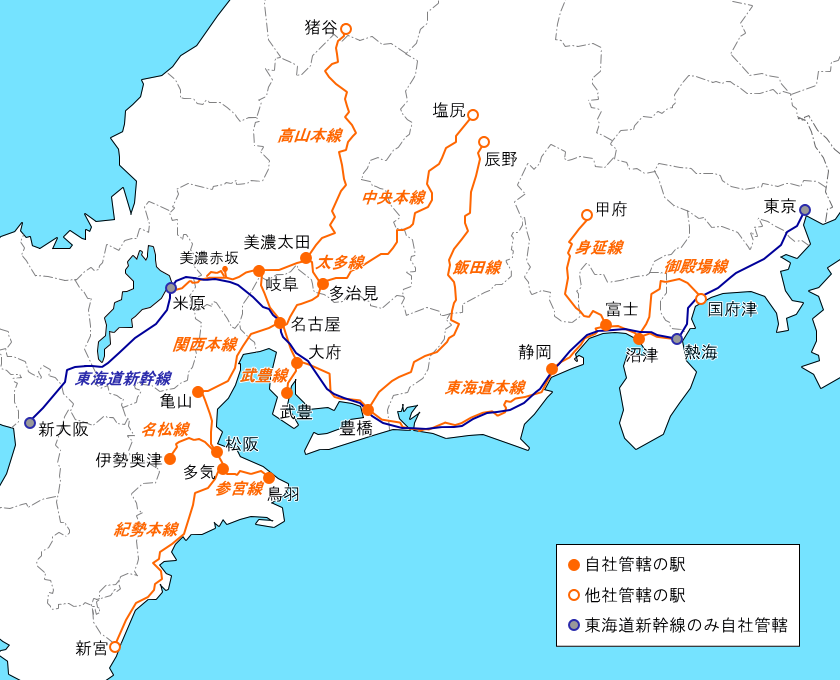
路线图

### 廢除路線
| 分類       | 中文線名   | 日文線名               | 路段                       | 營業距離（公里） | 通稱                     | 廢除年月日                                      | 備註                                                                 |
| ---------- | ---------- | ---------------------- | -------------------------- | ---------------- | ------------------------ | ----------------------------------------------- | -------------------------------------------------------------------- |
| 幹線       | 東海道本線 |                        | 名古屋貨物總站－西名古屋港 | 8.7              | 西名古屋港線（貨物支線） | 2001年4月1日                                    | 轉移至 名古屋臨海高速鐵道 西名古屋港站為現在的潮凪信號場             |
| 幹線       | 東海道本線 | 名古屋－名古屋貨物總站 | 7.0                        | 2004年10月6日    | 西名古屋港線（貨物支線） | 轉移至名古屋臨海高速鐵道 轉移時更改距離-1.9公里 |                                                                      |
| 地方交通線 | 岡多線     |                        | 岡崎－新豐田               | 19.5             |                          | 1988年1月31日                                   | 被指定為第3次特定地方交通線而廢除 轉移至 愛知環狀鐵道■愛知環狀鐵道線 |

## 與其他JR公司的分界站
線區所屬公司將JR東海設為〔海〕，同樣將JR東日本和JR西日本分別用〔東〕和〔西〕的例子來表示。
- ●：全面由本公司管轄
- ○：全面由對方旅客鐵路公司管轄
- △：僅新幹線部分由本公司管轄，在來線路部分由對方的旅客鐵路公司管轄

JR東日本
- △東京站〔海〕東海道新幹線・〔東〕東海道本線、東北本線、東北新幹線、中央本線、總武本線、京葉線
- △品川站〔海〕東海道新幹線・〔東〕東海道本線、山手線
- △新橫濱站〔海〕東海道新幹線・〔東〕橫濱線
- ○國府津站〔海〕御殿場線・〔東〕東海道本線
- △小田原站〔海〕東海道新幹線・〔東〕東海道本線
- △熱海站〔海〕東海道本線、東海道新幹線・〔東〕東海道本線、伊東線
- ○甲府站〔海〕身延線・〔東〕中央本線
- ○辰野站〔海〕飯田線・〔東〕中央本線
- ○鹽尻站〔海〕中央本線・〔東〕中央本線、篠之井線

JR西日本
- ○豬谷站〔海〕高山本線・〔西〕高山本線
- ●龜山站〔海〕關西本線、紀勢本線・〔西〕關西本線
- ○新宮站〔海〕紀勢本線・〔西〕紀勢本線
- △米原站〔海〕東海道本線、東海道新幹線・〔西〕東海道本線、北陸本線
- △京都站〔海〕東海道新幹線・〔西〕東海道本線、山陰本線、奈良線
- △新大阪站〔海〕東海道新幹線・〔西〕東海道本線、大阪東線、山陽新幹線

## 列車

### 運行班次
| | |
| - 希望（） - 光（） - 回聲（） - 富士山（ふじさん）(與小田急電鐵聯合運營） - 富士川（ふじかわ） - 伊那路（伊那路） - 信濃（） - 飛驒（） - 南紀（） - Sunrise出雲（サンライズ出雲）（與JR東日本、JR西日本聯合經營） - Sunrise瀨戶（サンライズ瀬戸）（與JR東日本、JR西日本、JR四國聯合經營） | - 踴子（）（JR東日本） - 白鷺（）（JR西日本） - 摩（）（臨時） - 月光長良（ムーンライトながら） - 美鈴（） - 中央专线列車（セントラルライナー） - 三重（） - 返家专线列車（ホームライナー） |

### 停駛班次
| | |
| - （ワイドビュー）東海 - さくら（JR東日本・JR九州） - みずほ（JR東日本・JR九州） - あさかぜ（JR東日本・JR西日本） - 出雲（JR東日本・JR西日本） - 隼（）（JR九州） - 富士（JR九州） - 北アルプス（名古屋鉄道） - 富士川 - のりくら | - かすが - かもしか（JR東日本） - 銀河（JR西日本） - たかやま（JR西日本） - くろよん（臨時・JR西日本） - エメラルド（臨時） - トロッコファミリー号]（臨時） - エキスポシャトル（臨時） |

## 車廂內手提電話的使用
JR東海允許乘客在新幹線或本地鐵路路線的車廂內（座位上）使用手提電話，是全日本鐵路公司中十分罕見的例子。JR東海認為乘客能夠自律，即使在車廂內使用手提電話亦不會對其他乘客造成滋擾，於是從2003年10月起，停止了呼籲乘客到新幹線車廂內的走廊上使用電話的車內廣播，容許乘客在坐位上使用電話。JR東海在本地鐵路路線雖然和其他鐵路公司一樣有呼籲乘客在優先座位附近關掉手提電話的車內廣播，卻默許乘客在座位上使用電話。

## 車輛
JR東海自1987年成立以來，積極把新幹線和本地鐵路路線的老舊列車換上新列車。現在所有東海道新幹線和本地鐵路路線的特急列車都是民營化後所設計和製造的。另一方面，JR東海亦正更換日本國鐵留下來的普通列車和快速列車，在2006年年末約有8成列車換上新的車廂。再者，JR東海計劃在2010年至2013年之間投入新製造的列車，屆時幾乎所有日本國鐵留下的列車都會被換上JR東海自己的列車。
本地鐵路路線的變頻式列車全部採用了東芝生產的控制裝置。柴聯車的引擎全部劃一由康明斯生產，從康明斯的蘇格蘭工場進口。在2009年JR東海淘汰了最後一輛電氣機車EF64形，是除了成立以來從來沒有過電氣機車的JR四國，第一間將所有電氣機車淘汰的JR公司。JR東海在民營化後相繼淘汰了全部DD51形和DE10形柴油機車。安置在美濃太田車輛區的兩輛DE15形除雪用柴油機車亦在2011年被淘汰。現在JR東海是7間JR公司中唯一一間沒有機車的JR公司。
JR東海的新幹線列車有時會通過JR西日本的鐵路範圍；本地鐵路路線的列車有時會通過JR東日本和JR西日本的鐵路範圍。通過JR公司以外的私有鐵路公司的JR列車，至2012年4月為止只有由中央本線駛進愛知環狀鐵道線的神領車輛區列車和通過伊勢鐵道伊勢線的柴聯車。從1991年3月至2012年3月371系列車曾通過小田急小田原線範圍。

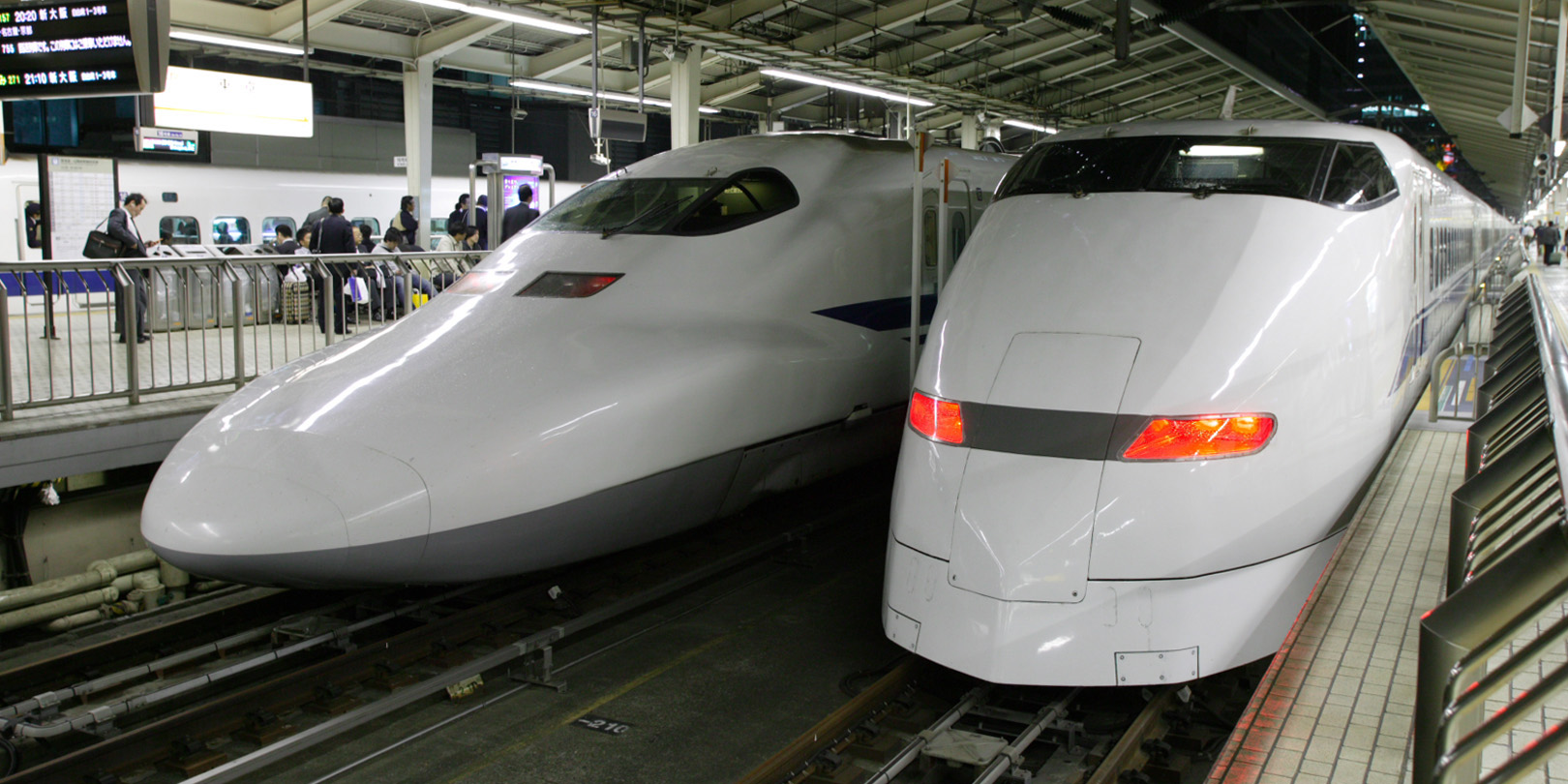
並列於月台旁的新幹線300系與700系車頭

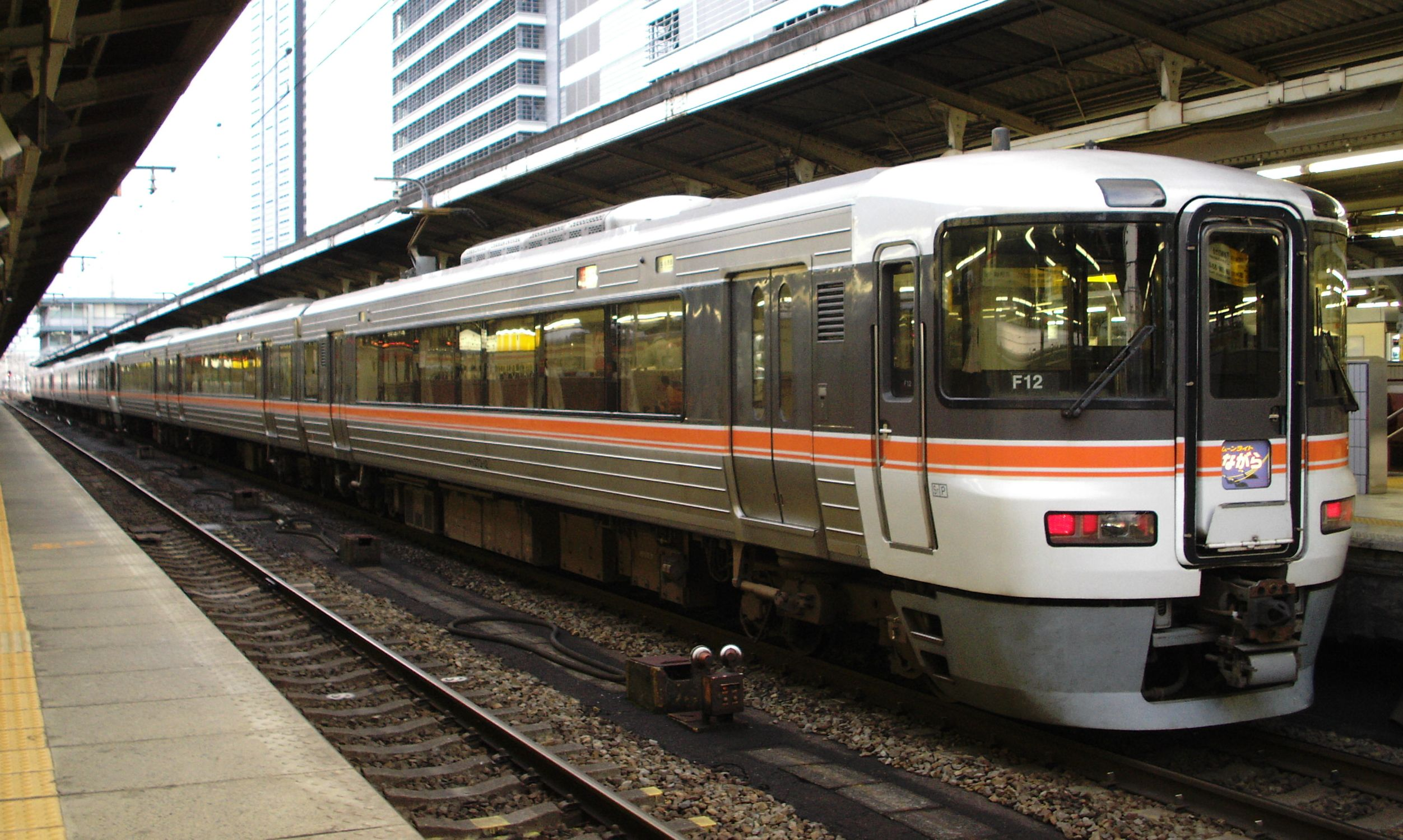
373系

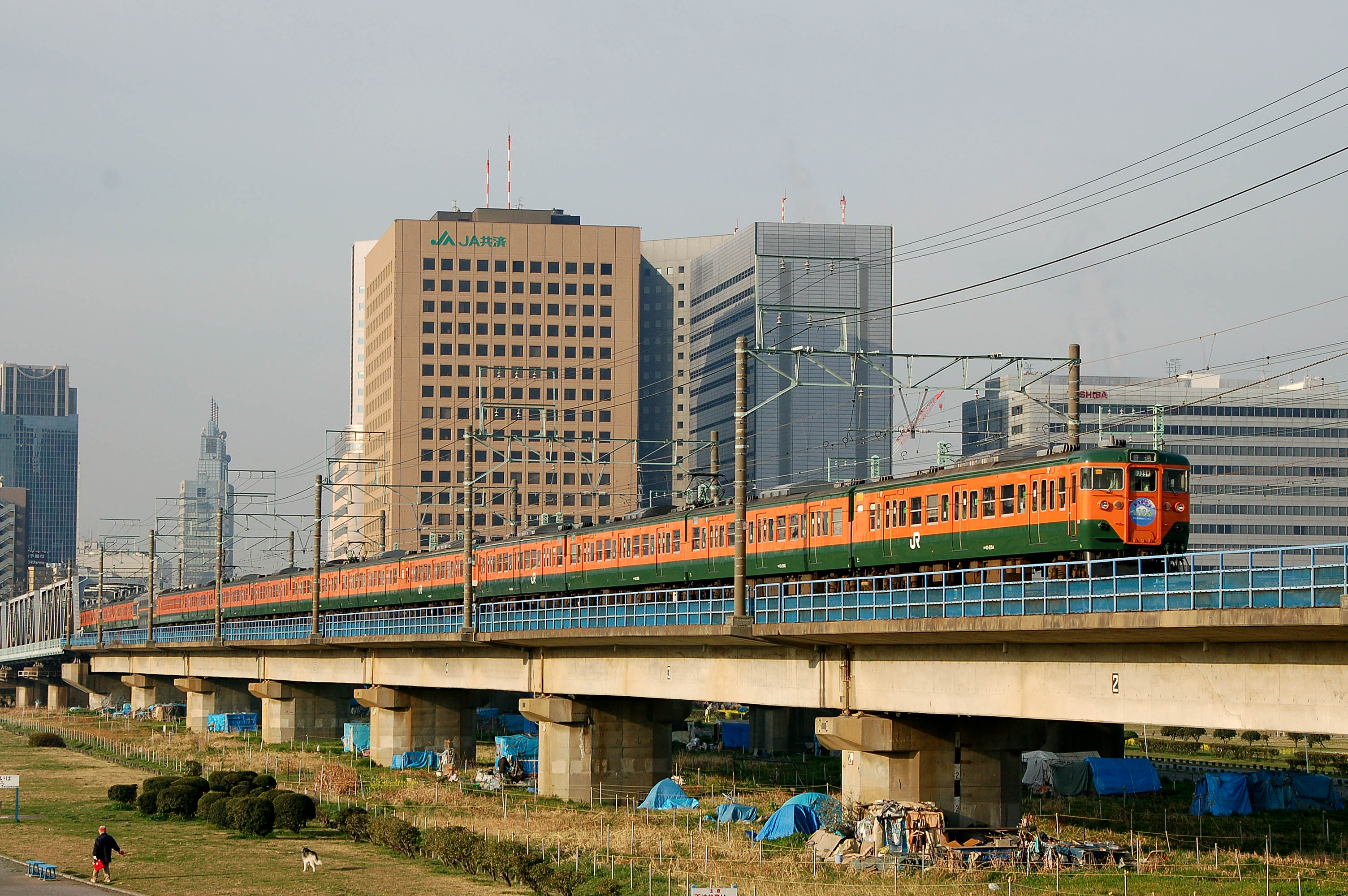
113系

### 機車

#### 電力機車
- ED18（JR時代曾動態復活但已退役）
- EF58（已全部退役）
- EF64
- EF65

#### 柴油機車
- DD51
- DE10
- DE15（除雪用）

### 列車組（包括電力及柴油推動）

#### 新幹線
- 0系（已全部退役）
- 100系（已全部退役，餐車，先頭車各1卡被保存）
- 300系 〈已退役〉
- 700系 〈已退役〉
- N700系
- N700A系
- N700S系

#### 特急型
- 285系3000番台
- 373系
- 381系（已全部退役）
- 383系
- KiHa 82系（保存休車中）
- KiHa 85系 （已於2023退役，部分車輛讓渡京都丹後鐵道）
- KiHa 181系（JR四國讓渡的1卡先頭車--Kiha181-1）
- HC85系

#### 急行型
- 165系（除1卡頭等中間車在書類上仍在籍外及1列3卡編成保存外，已全部退役拆毁）
- Kiha 58系（除1卡頭等中間車在書類上仍在籍外及1列2卡編成保存外，已全部退役拆毁）
- Kiha 75系

#### 近郊型
- 111系（已全部退役，部份曾讓渡給JR四國，1組MM仍被保存）
- 113系（已全部退役）
- 115系（已全部退役）
- 117系（已全部退役）
- 119系（已全部退役）
- 123系（已全部退役）
- 211系（舊國鐵承繼）
- 211系5000番台（JR東海增備）
- 311系（日语：JR東海311系電車）:2025年5月12日，JR東海宣布，目前僅剩的311系電車將於6月底退役，並於7月12日舉行報廢列車的紀念活動[6][7][8]。
- 313系
- 315系
- KiHa 11型（JR東海新形式）
- KiHa 20系（已全部退役）
- KiHa 25型（JR東海新形式）
- KiHa 40系（已全部退役）
- KiHa 47系（已全部退役）
- KiHa 48系（已全部退役）

#### 通勤型
- 101系（已全部退役）
- 103系（1卡 Mc卡仍在籍但只作保存用外，其餘已全退役）
- Kiha 30系（已全部退役，1卡 仍作保存）

#### 專業／測試型
- 193系50番台 綜合檢測車（493系直流化改造，已退役）
- 34系牽引檢測車（已退役）
- Kiya 95系 綜合檢測柴油動車
- Kiya 97系 路軌輸送柴油動車

#### 實驗型
- MLX01 超導體磁浮車
- MLX01(901) 超導體磁浮車極流線型

### 客車

#### 特急／急行型
- 12系
- 14系（已全部退役，部份讓渡給JR四國）

#### 普通型
- 17系（貨卡改造展望車）
- 46系（休車）

## 站內業務
和其他JR公司一樣，JR東海進行站內業務委託。之前曾經地方政府把站內業務再委託給JR東海的子公司──東海交通事業，在某些車站設置了JR全線售票機供乘客購買JR各公司的指定座位車票。隨著一身田站和高茶屋站在2011年10月1日成為無人車站，東海交通事業再沒有為JR東海提供任何簡易委託（只負責售票和出站）業務。現存的簡易委託車站都是由地方政府代行管理，大部分車站都設有JR全線售票機，雖然沒有出售一部分的優惠車票以及不接受退票和信用卡付款，但所提供的服務基本上和一般車站內的「綠色窗口」櫃台相同，為乘客帶來更多方便。另外，近來多了售票機只稱作「JR全線售票機」，少了售票機用上「綠色窗口」的名稱和標識。
在6間JR公司中，JR東海是最晩一間在「綠色窗口」櫃台接受信用卡付款。在2004年4月1日起JR東海開始接受「JR咭」（6間JR公司聯合發行的信用卡）和「JR東海EXPRESS CARD」以外的一般各大信用卡。在此之前即使乘客欲購買長距離車票和定期票等等較貴的車票，也不能使用一般信用卡來付款。

## 制服
JR東海的制服由山本耀司所設計。
旅客運輸的職員制服有春秋季、夏季和冬季三種，各自又分單排扣的一般列車制服、雙排扣特快列車制服、和以雙排扣作藍本改變了領口和鈕扣設計的高級管理層（科長以上）制服三種。領帶以往有十幾種設計，可是現在只在春秋季、夏季和冬季各自有兩種設計，合共六種。每種制服的穿著時間和穿帶領帶的種類都有明確的規定。
JR東海的制服特點是無論是旅客運輸或技術部門的職員制服都沒有JR的社章，是JR集團裏唯一一間旅客運輸制服沒有社章的JR公司。帽章仍然保留著日本國鐵留下來的驅動輪和桐花紋設計。制服姓名牌不是一般以扣針來固定的塑膠牌子，而是以魔術貼來固定的布料牌子。原則上只有副站長以上的管理層，以及需執照的車長（車掌長）和駕駛員（列車長）在姓名牌上印有職級。和其他JR公司不一樣的是，姓名牌上不會印有「主任」（非管理層）的職級，也沒有印上職員所屬的車站。
旅客運輸的職員制服在腕章上印有公司名「CENTRAL JAPAN RAILWAY COMPANY」和「STATION STAFF（車站職員）」、「TRAIN CREW（乘務員）」、「FIELD STAFF（内勤職員等）」、「SUPERVISOR（副站長等）」、「STATION MASTER（站長）」和「TRAIN CREW MANAGER（運輸經理）」等職級（一般列車的夏季制服則印在姓名牌的下方），另外特快列車的制服上有龍膽花的刺繡。主任以上的職級在職級的文字下有龍膽花的職級章（主任為兩個、副站長為三個、站長和運輸經理為四個）。另外，JR東海的關聯公司：新幹線維修東海公司、東海交通事業和關西新幹線服務及技術公司，其旅客運輸部的職員制服都與JR東海類似。

## 社歌
JR東海多年來都是使用井上大輔創作、高橋真梨子演唱的名曲（伴隨著你）作為社歌。2007年時，為紀念JR成立20週年，改採由林望作詞，佐藤真作曲和編曲，二期會主唱的《東海旅客鐵道公司社歌》（東海旅客鉄道株式会社社歌）為社歌。

## 外部連結
- 東海旅客鐵道 （页面存档备份，存于）（日語）（英文）（繁體中文）（简体中文）（泰文）（德文）（法文）
- JR東海路線圖 （页面存档备份，存于）